# هوگو (نام)
هوگو، هیوگو یا اوگو (Hugo) یک نام خانوادگی و همچنین یک نام کوچک مردانه است. افراد سرشناس با این نام از این قرارند:

## افراد سرشناس

### نام کوچک
- هوگو آلوز ولامه
- هوگو بال
- هیوگو بلک
- هوگو چاوز
- هوگو فردیناند باس
- هوگو گرنسبک
- هوگو گروتیوس
- اوگو انریکه آسیس دو ناسیمنتو
- هوگو یونکرس
- هوگو کوبلت
- هوگو لوریس
- هوگو سانچز
- هوگو اشپرله
- هوگو فون هوفمانستال
- هوگو ویوینگ
- هوگو (فیلم)
- هوگو هارلی ریس
- هوگو استرنج

### نام خانوادگی
- ویکتور هوگو